# هاري هوارد (مهندس معماري)
هاري هوارد (بالإنجليزية: Harry Howard)‏ هو مهندس معماري أسترالي، ولد في 1930، وتوفي في 2000.